# Gasanova
Gasanova è un album in studio del rapper statunitense Yung Gravy, pubblicato il 2 ottobre 2020.

## Tracce
1. Always Saucy (feat. Ski Mask the Slump God, TrippyThaKid) – 3:12
2. Martha Stewart – 3:24
3. Bag of Chips (feat. Bobby Raps) – 2:34
4. Steve Austin (feat. Young Dolph) – 2:44
5. Oops! – 2:19
6. Yup! – 3:38
7. Whole Foods (feat. Bbno$) – 2:39
8. Gas Money – 2:45
9. Party At My Mama's House – 3:32
10. Drip On My Dresser (feat. Chief Keef) – 2:48
11. Miami Ice – 2:37
12. Swimming Lessons – 2:44
13. Jack Money Bean (feat. Bbno$ e Lentra) – 2:36
14. Tampa Bay Bustdown (feat. Chief Keef e Y2K) – 1:58